# Peter Kallwitz
Peter Kallwitz (* 16. August 1951 in Marl) ist ein deutscher Fotograf und Kurzfilmer, der in erster Linie in der internationalen Mode-, Kunst- und Musikszene fotografiert.

## Leben
Anfänglich arbeitete Kallwitz für Zeitungen und porträtierte Künstler und Automobilsportler. Er lichtete unter anderem für das Magazin Cinema im Rahmen einer Doris-Dörrie-Kampagne für Kinder in Südamerika deutsche Schauspieler ab. Kallwitz arbeitete mit den Musikern Mick Taylor, (Rolling Stones), Wolfgang Niedecken, (BAP), John Lee Hooker junior, Konstantin Wecker und Thomas Godoj, mit dem er auch drei Filmprojekte verwirklichte. Den Maler Jörg Immendorff fotografierte er für die Magazine Rolling Stone, Playboy und Penthouse, den Designer Luigi Colani ebenfalls für Rolling Stone.
Mit dem Fotografen und Filmer Charles Wilp arbeitete Kallwitz an verschiedenen Projekten. Daraus entstanden Fotostrecken für Rolling Stone, das Lifestyle-Magazin Max und Penthouse. Peter Kallwitz machte einen Kurzfilm über Wilp für das Paris-Madrid Kurzfilmfestival. Für den Kimono-Designer Gianni Sarto aus Düsseldorf fotografierte er verschiedene Kampagnen. Mit dem Haute-Couture-Modemacher Tilmann Grawe aus Paris inszenierte er eine Porträtserie mit futuristischem Kopfschmuck, den unter anderem Lady Gaga getragen hat. Für Basedow-Moden hatte er ein Shooting mit der Kollektion der indischen Designerin Ranna Gill in einem unterirdischen, verfallenen Industriegebäude, das der Video-Producer Marcus Brieg zu einem Kunstfilm verarbeitete. Im Rahmen der "Nacht der Industriekultur" fotografierte er die Mode der syrischen Haute Couture-Desiger "7slim" aus Damaskus u. a. für das amerikanische "Mode Lifestyle Magazine" mit Sitz in Hollywood. 2020 erschien nach "Licht im Schacht" (2018) im EPV Verlag, Hattingen, sein Bildband "Friedhof der Träume". Im März 2025 erschien der von Peter Kallwitz fotografierte Bildband "IGADiM Kunstwerk Erde" über den 2023 verstorbenen Künstler und Beuys-Meisterschüler Wolfgang Wendker im RDN-Verlag Recklinghausen. Kallwitz hatte den Künstler  über 40 Jahre mit seiner Kamera begleitet.

## Werke (Auswahl)
Bücher
- 2018 Licht im Schacht (Bildband). Hattingen, Edition Paashaas Verlag
- 2020 Friedhof der Träume (Bildband). EPV Verlag Hattingen
- 2025 IGADiM Kunstwerk Erde (Bildband) RDN Verlag Recklinghausen

Kurzfilme/Musikvideos
- Charles Wilp – Spaceman WXLP
- Thomas Godoj – History Tour auf der DVD Live ausm Pott[2]
- Thomas Godoj – Was wäre wenn[3]

Ausstellungen
- Mode auf dem Friedhof der Träume[4]
- Formula one – Inside
- Das 24-Stunden-Rennen von Le Mans (Doku)
- Haute Couture – Nacht der Industriekultur
- Afrikonographie – Die afri cola Popart Ausstellung